# Middlesex megye (Virginia)
Middlesex megye az Amerikai Egyesült Államokban, azon belül Virginia államban található. Megyeszékhelye Saluda, legnagyobb városa Urbanna. Lakosainak száma 10 625 fő (2020. április 1.). Middlesex megye Gloucester, Mathews, King and Queen és Essex megyékkel határos.

## Népesség
A megye népességének változása:
| Lakosok száma | 10 969 | 10 821 | 10 826 | 10 762 | 10 606 | 10 625 |
|               | 2010   | 2011   | 2012   | 2013   | 2015   | 2020   |